# Пигот (Арканзас)
Пигот (енгл. Piggott) град је у америчкој савезној држави Арканзас.

## Демографија
По попису из 2010. године број становника је 3.849, што је 45 (-1,2%) становника мање него 2000. године.
| Група             | 2000.         | 2010.         |
| Белци             | 3.826 (98,3%) | 3.734 (97,0%) |
| Афроамериканци    | 9 (0,2%)      | 17 (0,4%)     |
| Азијати           | 0 (0,0%)      | 5 (0,1%)      |
| Хиспаноамериканци | 30 (0,8%)     | 61 (1,6%)     |
| Укупно            | 3.894         | 3.849         |